# Водный транспорт Гуанчжоу
Водный транспорт в Гуанчжоу развит достаточно хорошо. До развития железнодорожных и авиаперевозок, доставка грузов по воде была единственным доступным способом для торговли между странами. Гуанчжоу был основным торговым портом страны в течение многих десятилетий. Пассажирские перевозки по воде также развиты. До того, как через реку Жемчужная были построены в большом количестве мосты, до развития метрополитена, зачастую только по воде жители могли перебраться на другой берег. В данный момент в городской черте существуют 3 основных вида водного пассажирского транспорта — экскурсионный, паромный и речной трамвай. Паромы и речные трамваи принадлежат одной компании оператору: «Guangzhou Liner Company», существующей с 1952 года. Всего на 14 линий, общей протяженностью 58,8 километра выходит ежедневно 51 корабль, соединяя 27 пассажирских терминалов (всего причалов — 35). Многие пристани находятся в шаговой доступности от станций метрополитена Гуанчжоу. Большое количество причалов отремонтировано, посадка и высадка с кораблей безопасны и удобны.

## Паром
Паром является до сих пор популярным среди местного населения, но не представляет интереса для туристов, так как паромы лишь пересекают реку и имеют 2-4 остановки в одной части города. Проезд стоит 1 юань. Паромы ходят в светлое время суток с периодичностью около 40 минут.

### Переправы
- S3 Tanwei — Ruyifang
- S4 Aozhou — Xidi — Haizhuang
- S5 Yuzhu — Huangpujunxiao — Xinzhou — Shenjing
- S6 Huangsha — Fangcun
- S7 Tianzi — Fangzhi
- S8 Shengzhong — Qiankou
- S9 Baihedong — Baixianke
- S10 Yuzhu — Changzhou
- S11 Haixinsha — Canton Tower
- S14 Tanwei — Shiweitang — Huangsha

## Речной трамвай (водный автобус)
Этот вид транспорта стал развиваться в последние годы. Популярный у местного населения в качестве общественного транспорта и в качестве развлечения, речной трамвай будет интересен для туристов из-за очень невысокой цены за проезд. На речных трамваях существуют 2 класса — проезд 2 классом обойдется в 2 или 3 юаня (в зависимости от маршрута), но вы будете ехать на нижней палубе. Проезд на верхней, туристической палубе будет стоить 5 юаней для поездки в один конец, или 10 юаней в оба конца. Маршруты частично пересекаются, и покрывают почти все течение реки Жемчужная в пределах городской черты. Пристани зачастую не очень хорошо интегрированы в городскую инфраструктуру, и их бывает нелегко найти. Корабли ходят в светлое время суток с периодичностью около 30 минут.

### Линии
- S1 Jinshazhou — Huangsha — Xidi
- S2 Fangcun — Huangsha — Xidi — Tianzi — Sun Yat-sen Generalissimo Mansion — Sun Yat-sen University — Canton Tower
- S12 Haixinsha — Yuzhu — Changzhou
- S13 Huangsha — Baixianke — Nanpu Jinxiu Peninsula

## Экскурсионный водный транспорт Гуанчжоу
Этот вид транспорта очень активно развивается в последнее время. Операторами являются различные частные компании, имеющие свои маршруты по городу, охватывающие небольшой участок центра города. Ввиду высокой цены можно рекомендовать для обеспеченных туристов. Часто в стоимость билета включается обед, но качество еды оставляет желать лучшего.